# 也不干 (延安王)
也不干（?—?），元朝宗王。斡亦剌部（瓦剌）贵族，亦纳勒赤和火雷公主的后裔。
也不干娶延安公主，袭封延安路（今陕西省延安市）的分地，被封为延安王。至顺三年（1332年），元文宗赐给他的儿子欢忒哈赤金银币钞等物。